# Robert Crosse
Robert Crosse (1606 – Chew Magna, 12 dicembre 1683) è stato un teologo inglese, partecipò come rappresentante dei ministri del culto inglesi all'Assemblea di Westminster.

## Biografia
Suo padre, William Crosse, era originario di Dunster, Somerset. Entrò al Lincoln College, Oxford, nel 1621 ed ottenne una fellowship nel 1627. Dopo aver conseguito il Master of Arts nel 1637 ottenne il Bachelor of Divinity. Allo scoppio della Guerra civile inglese si schierò con i presbiteriani e nel 1643 il Parlamento inglese lo nominò nella lista di coloro che dovevano partecipare all'Assemblea di Westminster, sottoscrivendo la Solemn League and Covenant. Fu fatto prigioniero nel Castello di Dunster, dal governatore realista Francis Windame, ma durante il suo interrogatorio e la sua carcerazione rimase fedele alla causa puritana.

Nel 1648 si sottomise alla visita parlamentare all'Università di Oxford, ovvero una vera e propria "purga" religiosa e politica, portata avanti dai rappresentanti parlamentari all'interno del glorioso istituto. Grazie a questo atto venne nominato successore in qualità di Regius Professor of Divinity a seguito dell'espulsione del teologo Robert Sanderson. Crosse, tuttavia, declinò la nomina e, nel 1653, si trasferì come vicario nella parrocchia di Chew Magna, nel Somerset. Dopo la Restaurazione si conformò all'Atto di uniformità del 1662, mantenendo così la sua parrocchia fino alla morte avvenuta il 12 dicembre 1683. 

Durante il suo soggiorno a Chew Magna approfondì i suoi studi di filosofia classica diventando un fervido sostenitore della filosofia di Aristotele. Ciò fu l'origine del suo aspro dibattito con il suo ex compagno di studi al Lincoln College, Joseph Glanvill, uno dei primi sostenitori della Royal Society, fervente anti-aristotelico, accusandolo di ateismo. Dalla loro diatriba è sorta un'opera satirica dal titolo The Ballad of Robert Crosse and Joseph Glanvill, conservata alla Bodleian Library, nel Wood Manuscript, F.22, fol.18.